# 脫拉庫
脫拉庫（英語：TOLAKU），臺灣具代表性的獨立樂團之一，由主唱國璽、吉他手老佑、貝斯手丫吉、鼓手小凡所組成。1996年正式成軍，1999年發行第一張專輯《歡迎脫拉庫》，並入圍金曲獎最佳演唱團體獎，但發行兩張專輯後即宣布解散。2012年，睽違十多年復出，2013年再度推出單曲，至今仍會在活動、商演中合體演出。

## 歷程
- 1991年，主唱國璽、鼓手小凡於教會相識。
- 1996年，吉他手老佑、貝斯手丫吉加入，樂團正式成軍。
- 2000年，以專輯《歡迎脫拉庫》入圍第11屆金曲獎「最佳演唱團體獎」。
- 2012年1月20日，舉行【台灣搖滾紀事】脫拉庫 One Night Only 一夜限定演唱會，睽違12年合體演出。[1]
- 2012年8月25、26日，與董事長、四分衛、亂彈(樂團)、五月天於「超犀利趴〈團團團團團〉演唱會」上再度聚首演出。[2]
- 2013年發行單曲，同年底與四分衛展開《團團轉》巡迴演唱，歷經深圳、廣州、惠州、杭州、香港、美國洛杉磯、俄羅斯海參崴等地，兩年後於2015年12月12日重回台北開唱。[3]
- 2016年，以專輯《賀爾蒙先生》入圍第27屆金曲獎「最佳樂團獎」。

## 成員
- 張國璽（主唱，國璽）1976年2月26日（49歲）
- 柯宗佑（吉他手，老佑）1975年10月18日（49歲）
- 彭丞吉（貝斯手，丫吉）1975年5月4日（50歲）
- 陳牧凡（鼓手，小凡）1978年3月26日（47歲）

## 音樂作品

### 單曲
- 1999年：1:48 TOLAKU 之敢情歌
- 2016年：帶你飛翔[4]
- 2019年：大叔沒有悲傷的權利
- 2019年：牽牽手[5]
- 2023年：求愛特攻隊[6]

### 專輯
- 1999年：歡迎脫拉庫
- 2000年：飛向陽光飛向你
- 2015年：賀爾蒙先生

### EP
- 2013年：一脫拉庫就啾咪
- 2020年：望你早歸

## 外部連結
- 脫拉庫TOLAKU Facebook